# 黄浩 (1933年)
黄浩（1933年11月—2021年2月20日），原名树鹏，笔名鸣河、夏岗，男，广东兴宁人，中华人民共和国政治人物，曾任中共广东省委常委兼宣传部部长，广东省政协副主席。